# Charlotte Badger
Charlotte Badger (ur. 1778, zm. po 1815) – brytyjska przestępczyni skazana na zesłanie do Australii, w późniejszym czasie uważana za pierwszą australijską piratkę. Była także jedną z dwóch pierwszych białych kobiet, które osiedliły się w Nowej Zelandii.

## Życiorys
Charlotte Badger była córką Thomasa i Ann Badgerów, urodziła się w 1778 i została ochrzczona 31 lipca tegoż roku. W 1796 włamała się do domu i ukradła kilka gwinei i jedwabną chustkę, za co została skazana na siedem lat zesłania w kolonii karnej Nowa Południowa Walia.
W 1806, już po obyciu kary, udała się w podróż na pokładzie „Venus”, gdzie pracowała jako służąca. Dokładny przebieg dalszych wydarzeń nie jest znany, ale prawdopodobne jest, że Badger wraz z inną byłą zesłanką do Australii Catherine Hagerty namówiły załogę do tego, aby przejąć statek w czasie, kiedy kapitan przebywał na lądzie w Port Dalrymple.
Badger i Hagerty wraz z ich partnerami Johnem Lancashire i Benjaminem Kellym osiedlili się w Bay of Islands w północnej części Nowej Zelandii. Badger i Hagerty były pierwszymi europejskimi kobietami, które osiedliły się w Nowej Zelandii.  Lancashire i Kelly także zostali schwytani, a Hagerty zmarła na gorączkę tropikalną.
Dalszy los Charlotte Badger nie jest znany. Według niektórych podań spędziła resztę życia jako żona wodza jednego z plemion Bay of Islands, według innych udało jej się uciec do Stanów Zjednoczonych.
Zmarła około lub po 1816.

## W mediach
Australijska pisarka Lorae Parry opisała część życia Charlotte Badger w sztuce Vagabonds.
W 2013 Jack Hayter wydał płytę Charlotte Badger, w której opisał życie Charlotte Badger.